# Falcões Independentes
O Grêmio Recreativo e Escola de Samba Falcões Independentes (GRES Falcões Independentes) é uma escola de samba da cidade de Curitiba, no estado brasileiro do Paraná.
Em 2008, com o enredo "Sorte tem... Quem acredita nela", foi a quinta colocada do Grupo 2 do carnaval da cidade. Não desfilou em 2009, e havia expectativa de que retornasse aos desfiles em 2010, o que acabou não ocorrendo.

## Carnavais
| Ano  | Colocação | Grupo | Enredo                          | Carnavalesco | Ref.  |
| ---- | --------- | ----- | ------------------------------- | ------------ | ----- |
| 2008 | 5º lugar  | B     | Sorte tem... Quem acredita nela |              | [ 1 ] |